# Karosa-700
Karosa-700 — серия высокопольных заднеприводных автобусов большой и особо большой вместимости, производившихся компанией Karosa в городе Високе-Мито в 1981—1987 годах.

## История
Впервые автобусы серии Karosa-700 были представлены в 1981 году. Они были призваны заменить автобус Karosa ŠM 11, от которого отличались внешним видом. Двигатели, взятые от предшественника, были модернизированы.
Во второй половине 1980-х годов был налажен выпуск сочленённых автобусов особо большой вместимости. В 1989 году классические круглые фары уступили место прямоугольным. В 1995 году был налажен серийный выпуск автобусов Karosa 800-й и 900-й серий. Автобусы Karosa 800-й серии поставлялись в Зеленодольск.
Также был освоен выпуск междугородных автобусов Karosa LC735, LC736 и LC737.
В 1992 году на базе автобуса Karosa C 744 был создан передвижной отель, эксплуатировавшийся в Украине на маршруте Киев—Николаев.
Основные эксплуатанты: Сургут, Омск, Тюмень, Нижнекамск и другие.
Производство завершилось в 1997 году в Чехословакии. А в России и Литве автобус производился до 1999 года.

## Модельный ряд
- Karosa B 731 — одиночный автобус, предназначенный для обслуживания городских маршрутов[2].
- Karosa B 732 — одиночный автобус, предназначенный для обслуживания городских и пригородных маршрутов[3].
- Karosa C 734 — одиночный автобус, предназначенный для обслуживания междугородных маршрутов[4].
- Karosa C 735 — одиночный автобус, предназначенный для обслуживания междугородных маршрутов.
- Karosa B 741 — сочленённый автобус, предназначенный для обслуживания городских маршрутов.
- Karosa C 744 — сочленённый автобус, предназначенный для обслуживания городских и пригородных маршрутов.

## Галерея

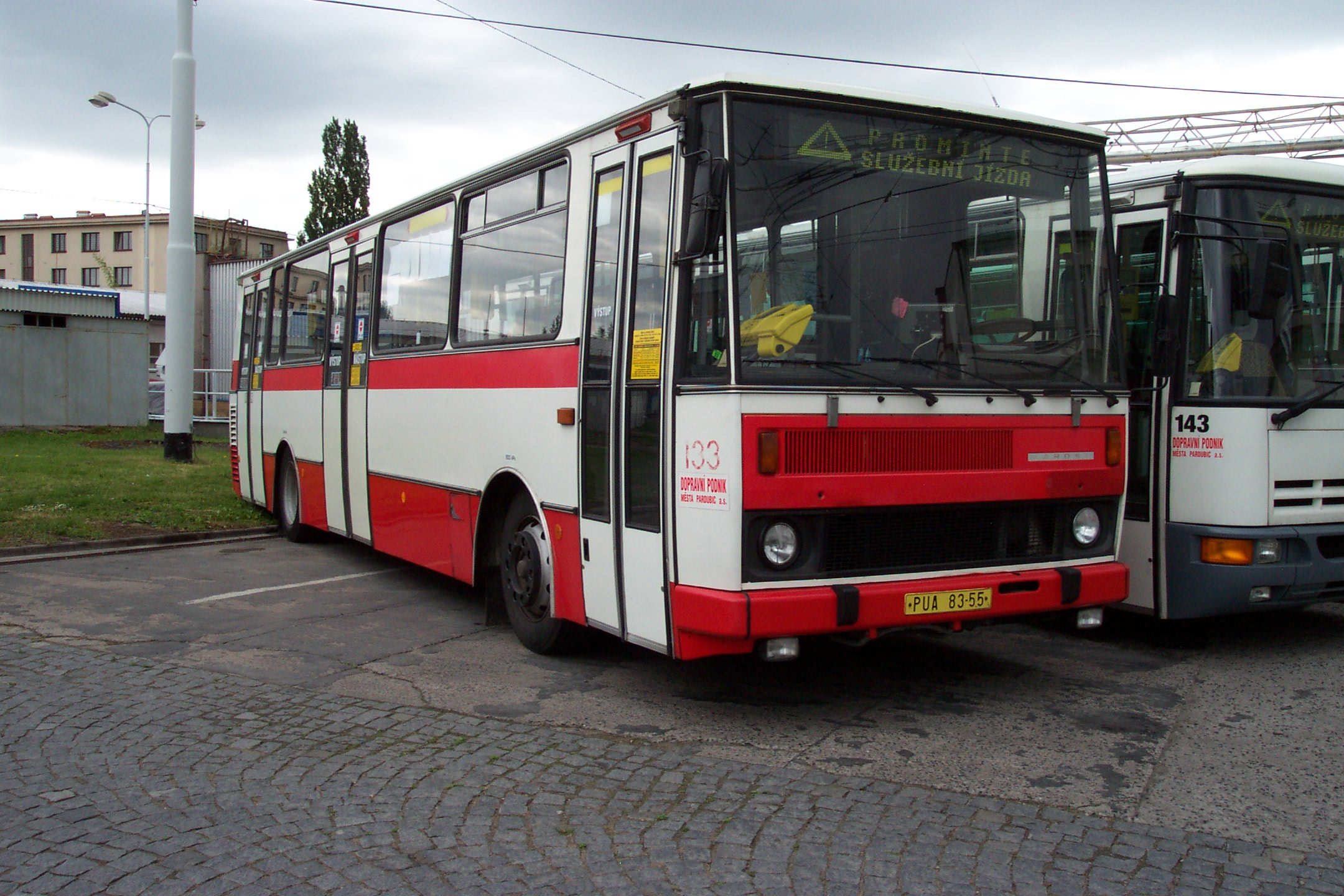
Karosa B 731
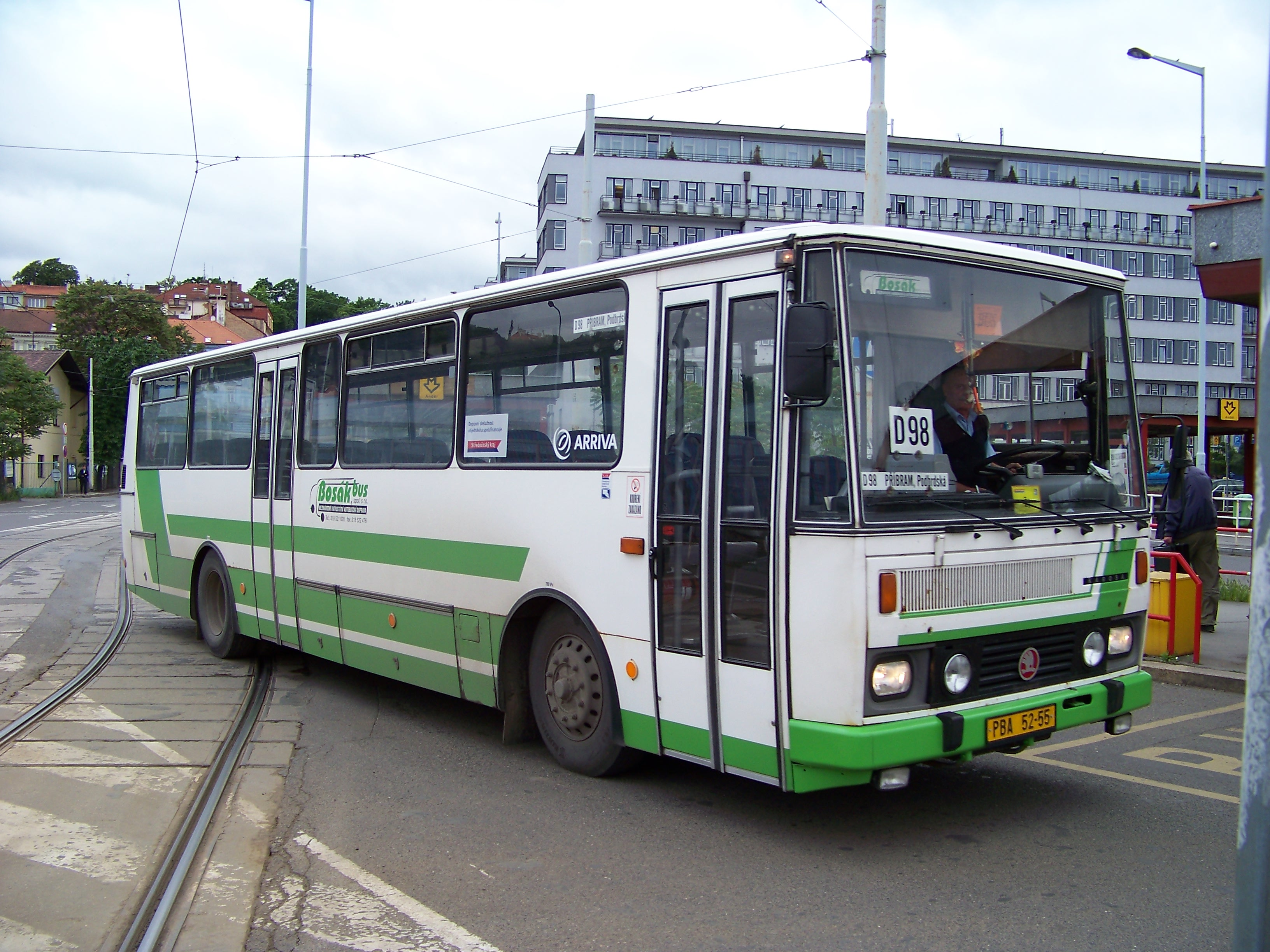
Karosa C 734
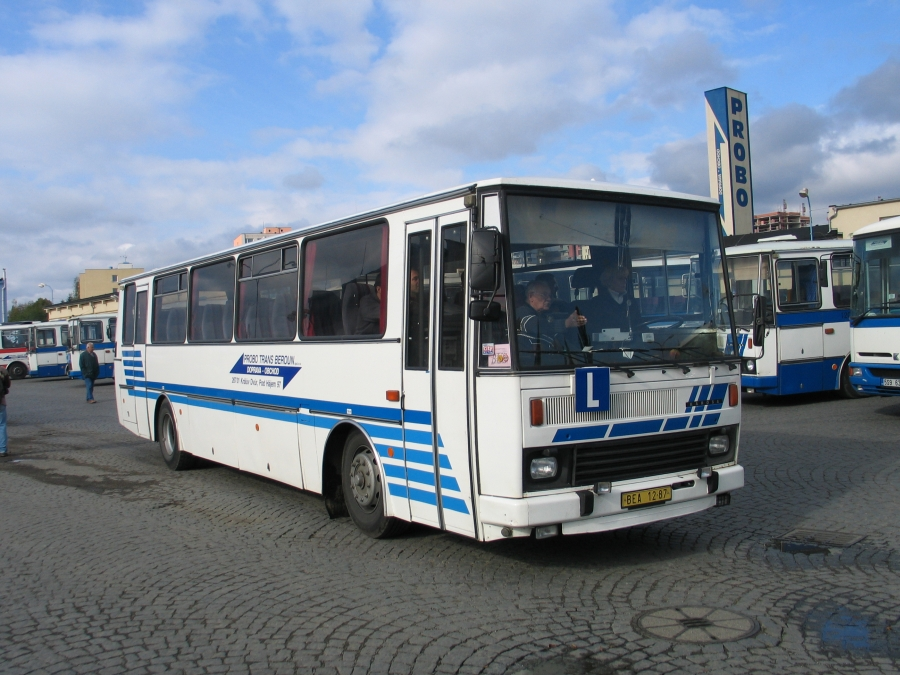
Karosa LC735
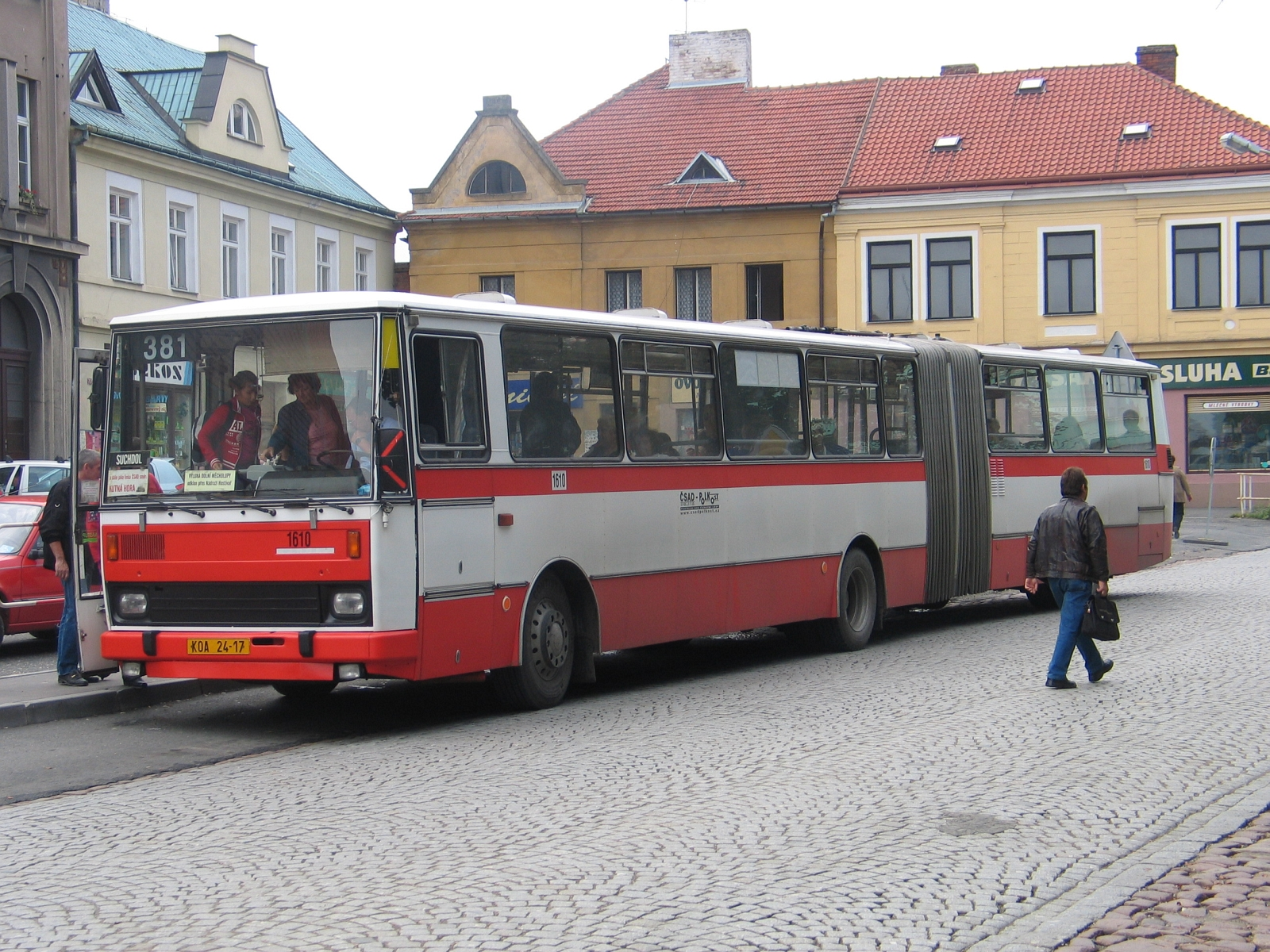
Karosa B 741